# 沙拉武·玛素
沙拉武·玛素 （皇家轉寫：Sarawut Masuk；1990年6月3日—），繁体译名为馬素克，泰国足球运动员，目前在泰国足球超级联赛蒙通联效力。2011年10月6日对阵约旦的友谊赛中，他第一次代表泰国国家队出场。2013年6月15日泰国客场与中国的友谊赛中，玛素替补出场，打进第五球，将比分扩大到5比1。中国媒体将其名字译为“马苏克”。
沙拉武·玛素生于清莱，2012年加盟蒙通联，随队获得当年的泰超冠军。

## 国际比赛

### 国际比赛入球
进球和比分两栏中泰国居前
| No | 日期          | 场地                             | 对手 | 进球 | 比分 | 赛事   |
| -- | ------------- | -------------------------------- | ---- | ---- | ---- | ------ |
| 1. | 2013年6月15日 | 中华人民共和国合肥奥体中心体育场 | 中國 | 5–1  | 5–1  | 友谊赛 |

## 荣誉
- 蒙通联
  - 泰国足球超级联赛 冠军 ; 2012